# 科尔穆瓦约
科尔穆瓦约（法語：Cormoyeux，法語發音：[kɔʁmwajø]）是法国马恩省的一个市镇，属于埃佩尔奈区。

## 地理
科尔穆瓦约（49°6'33"N, 3°54'51"E）面积2.17 平方千米，位于法国大東部大區马恩省，该省份为法国东北部内陆省份，北起阿登省，西北接埃纳省，西南接塞纳-马恩省，南至奥布省，东南接上马恩省，东临默兹省。
与科尔穆瓦约接壤的市镇（或旧市镇、城区）包括：弗勒里拉里维耶尔、欧维莱、楠特伊拉福雷、罗姆里。

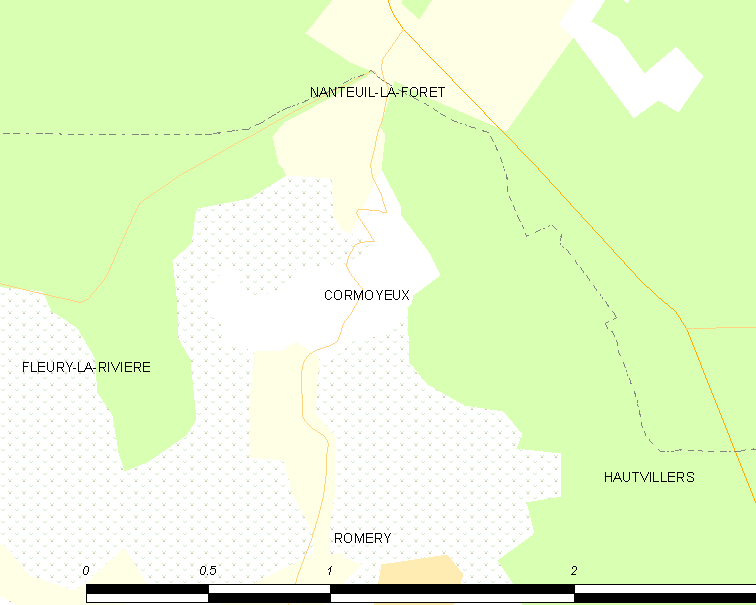
科尔穆瓦约的OSM定位图

科尔穆瓦约的时区为UTC+01:00、UTC+02:00（夏令时）。

## 行政
科尔穆瓦约的邮政编码为51480，INSEE市镇编码为51173。

## 政治
科尔穆瓦约所属的省级选区为多尔芒-香槟景县。

## 人口

1962-2008年间科尔穆瓦约人口变化图示

科尔穆瓦约于2022年1月1日时的人口数量为128人。